# Hesseltinella
Hesseltinella är ett släkte av svampar. Hesseltinella ingår i familjen Cunninghamellaceae, ordningen Mucorales, divisionen oksvampar och riket svampar.
|               | Cunninghamella                             |
|               |                                            |
|               | Chlamydoabsidia                            |
|               |                                            |
|               | Gongronella                                |
|               |                                            |
| Hesseltinella | \| \| Hesseltinella vesiculosa \| \| \| \| |
|               | \| \| Hesseltinella vesiculosa \| \| \| \| |
|               | Halteromyces                               |
|               |                                            |
|               | Hesseltinella vesiculosa                   |
|               |                                            |

|  | Hesseltinella vesiculosa |
|  |                          |